# Khu bảo tồn đa dạng sinh học quốc gia Phou Hin Poun
Khu bảo tồn đa dạng sinh học quốc gia Phou Hin Poun, tiền thân là Khu bảo tồn đa dạng sinh học quốc gia đá vôi Khammouane, là một trong 21 khu bảo tồn đa dạng sinh học quốc gia của Cộng hòa Dân chủ Nhân dân Lào. Nằm trong vùng tháp karst đá vôi của dãy Trường Sơn thuộc tỉnh Khammouane, đây chính là nơi sinh sống của một số loài vật quý hiếm hoặc mới được phát hiện. Khu bảo tồn đa dạng sinh học quốc gia này không được Chính phủ Lào bảo vệ theo bất kỳ cách nào có ý nghĩa; ngân sách cho mỗi khu vực này là khoảng 500 đô la Mỹ. Dân số của NBCA là 29.603 người.

## Động thực vật
Thảm thực vật của khu bảo tồn đa dạng sinh học quốc gia Phou Hin Poun được định hình từ khí hậu xavan nhiệt đới và địa hình núi đá vôi xốp hiểm trở với nhiều hang động. Hơn 50% cảnh quan được ước tính là các mỏm đá, và phần lớn khu vực còn lại là rừng khô thường xanh tươi và trảng cây bụi. Cảnh quan đa dạng này là nơi sinh sống của 113 loài động vật có vú, 160 loài chim, 81 loài bò sát, 47 loài lưỡng cư và 145 loài cá. Có 41 loài dơi được biết đến trong Khu bảo tồn đa dạng sinh học quốc gia Phou Hin Poun, với một hang động duy nhất gọi là Tam Houay Si với tới 22 loài sử dụng làm nơi trú ngụ.
Phát hiện nổi bật nhất đến từ khu bảo tồn đa dạng sinh học quốc gia Phou Hin Poun chính là loài chuột núi Lào (Laonastes aenigmamus), bất thường đến mức lần đầu tiên người ta gán cho họ riêng của loài chuột này và sau đó là cho một họ trước đây nghi là đã tuyệt chủng trong 11 triệu năm. Một loài khác được phát hiện trong khu bảo tồn đa dạng sinh học quốc gia Phou Hin Poun gọi là Saxatilomys paulinae đại diện cho một chi mới của phân họ Murinae, chuột và chuột Cựu Thế giới.
Những loài động vật có vú được biết đến hoặc nghi ngờ sống ở Phou Hin Poun bao gồm voi Ấn Độ (Elephas maximus indicus), hổ Đông Dương (Panthera tigris corbetti), sao la cực kỳ nguy cấp (Pseudoryx nghetinhensis), mang lớn (Muntiacus vuquangensis), khỉ mốc (Macaca assamensis), voọc đen má trắng (Semnopithecus francoisi laotum), và sóc lớn đen (Ratufa bicolor). Các loài chim được tìm thấy trong khu bảo tồn đa dạng sinh học quốc gia Phou Hin Poun bao gồm gà tiền xám (Polyplectron bicalcaratum), chim yểng (Gracula religiosa), gõ kiến xanh đầu đỏ (Picus rabieri), khướu đá mun (Stachyris herberti), và niệc mỏ vằn (Rhyticeros undulatus).